# Leo Mittelholzer
Leo Mittelholzer (Appenzell, 24 maart 1923) was een Zwitsers politicus.
Leo Mittelholzer studeerde voor dieren- en veearts aan de Universiteit Zürich. Hij sloot zijn studie in 1948 af en was sinds 1950 werkzaam in de dierenartsenpraktijk van zijn vader. Van 1958 tot 1965 had hij een eigen dierenartsenpraktijk. Van 1964 tot 1988 was hij lid van de Opleidingsraad voor Dierenartsen van het kanton Appenzell Innerrhoden. Van 1962 tot 1964 was hij kantonsrechter.
Leo Mittelholzer was van 1964 tot 1974 lid van de Standeskommission van het kanton Appenzell Innerrhoden. Tussen 1964 en 1974 was hij afwisselend Pannerherr (dat wil zeggen plaatsvervangend regeringsleider) en Regierend Landammann (dat wil zeggen regeringsleider) van het kanton Appenzell Innerrhoden.
Leo Mittelholzer zette zich als dierenarts in voor de bestrijding van mond-en-klauwzeer (1965). Als lid van de Standeskommission zette hij zich in voor de industrialisatie.

## Landammann
- 1964 - 25 april 1965 — Pannerherr
- 25 april 1965 - 30 april 1967 — Landammann
- 30 april 1967 - 27 april 1969 — Pannerherr
- 27 april 1969 - 25 april 1971 — Landammann
- 25 april 1971 - 29 april 1973 — Pannerherr
- 29 april 1973 - 28 april 1974 — Landammann